# Chullage
Chullage (Lisboa, 1977), é o nome artístico de Nuno Santos, é um rapper português filho de pais cabo-verdianos. Activista e fundador da associação Khapaz de apoio social na Arrentela. Tem actualmente três álbuns editados.

## Biografia
Nasceu em Lisboa em 1977 e foi criado no Asilo 28 de Maio, no Monte de Caparica.  Foi aqui que começou o seu gosto pelo rap, quando ouviu pela primeira vez o CD de Rebel Mc da Zulu Nation. Inicialmente limitava-se a consumir as propostas que chegavam do outro lado do Atlântico, de França e mais tarde dos bairros por onde ia coabitando com outros MCs, DJs, B-Boys e Writers como Clay, Chora e Freedy.
Os primeiros passos foram ainda dados entre amigos, no Monte de Caparica, no início da década de 90, altura em que começou a ouvir Public Enemy e a escrever as primeiras rimas, mas foi após ouvir os Líderes da Nova Mensagem que Chullage encontrou o incentivo para o Rap, foi então que criou o seu primeiro grupo "Black Brothers", que se limitava a fazer improvisos. 
Em 1993, devido a problemas de saúde da mãe, Chullage e sua família mudaram de residência para a Arrentela, no Seixal. Seria aí que Chullage formaria o seu primeiro grupo digno desse nome "187 Squad", e a crew a que ainda pertence, a Red Eyes G. Dos 11 membros iniciais dos "187 Squad" apenas ficaram dois. Apesar disso a reputação dos 187 Squad na margem sul continuava a crescer integrando-se mais tarde no colectivo "Máfia Sulleana" constituído pelos Nexo, Crazy Jungle, JJ’s entre outros, com quem gravaram uma maqueta muito célebre no circuito underground Português, com o apoio da Akademia Luso-galactica. Em 1997 o grupo separou-se, e Chullage seguiu um percurso a solo.
Em 1999 foi convidado por D-Mars (Micro) para entrar na sua colectânea "Subterrânea" com os temas "Resistência" e "Ciclo Infernal". Também nesse ano participou no álbum "Microestática" dos Micro. A partir dai começou a ser convidado para entrar em Mix-tapes de DJs com Bomberjack, Sas, Cruzfader e NelAssassin.
Depois da participação em várias Mix-tapes, Chullage lançou o seu primeiro trabalho de originais em Julho de 2001, com selo Lisafonia e distribuição Edel, o álbum "Rapresálias (Sangue Lágrimas Suor)". Este disco tornou-se a primeira edição independente de Rap Português a ultrapassar três mil discos. Finalmente, um artista do underground nacional conseguia levar o seu trabalho até uma audiência maior. A estreia do teledisco "Rhymeshit Que Abala" nos canais televisivos Sol Música e SIC Radical permitiu igualmente esta maior divulgação. Chegou a ser nomeado para os prémios Blitz nas categorias de “Álbum do Ano” e “Artista Revelação do Ano”.
Passada uma longa época de concertos (com Sas, Kosmikilla, Naugthy e Balawild), Chullage gravou o seu segundo álbum "Rapensar (Passado Presente e Futuro)", lançado a 1 de Abril de 2004, com edição e distribuição da Lisafonia. Este disco duplo, apresentado num digipack espectacular, marca um novo passo em frente na brilhante carreira do artista e eleva a fasquia muito alta para o resto do Hip-Hop nacional. Depois de esgotar em menos de quatro meses as 2000 cópias da 1ª edição, foi lançado uma reedição com 3 músicas novas e os 2 videoclips "National Ghettographik" e "Ignorância XL", que tanto surpreenderam os telespectadores da Sol Música e SIC Radical pela sua extraordinária qualidade. 

## Activismo
É um dos fundadores da Associaçao Khapaz, sedeada na Arrentela, que utiliza a arte e a educação como forma de promover a inclusão social. 

## Reconhecimento
Rapensar foi eleito o álbum do ano pelos leitores da revista Hip Hop Nation e “National Ghettographik” o segundo melhor vídeo. 
É autor da letra Medio-ocridade, uma das 150 canções, que constam na antologia, As Palavras das Canções, organizada por João Calixto, editada com o apoio da Sociedade Portuguesa de Autores. 

## Discografia
Entre a sua discografia encontram-se: 
- Vinil "Mulher da Minha Vida/Rapresálias" (2001)
- "Rapresálias…" (2001)
- "Rapensar (Passado, Presente e Futuro)" (2004)
- "Rapressão 1'' (2012)